# Fritz Schönberg
Fritz Schönberg, Wilhelm Otto Fritz Schönberg (ur. 12 grudnia 1878 w Berlinie, zm. 9 lutego 1968) – niemiecki prawnik, dyplomata i urzędnik konsularny.

## Życiorys
Był synem właściciela hotelu. Uczęszczał do gimnazjum w dzielnicy Neukölln w Berlinie (Köllnische Gymnasium), gimnazjum we Freienwalde i Gimnazjum Humboldta w Berlinie. Od 1898 studiował prawo w Berlinie, w 1900 zdał egzamin dyplomowy z języka tureckiego w Seminarium Języków Orientalnych (Seminar für Orientalische Sprachen) na uniwersytecie berlińskim, w 1902 obronił doktorat na podstawie rozprawy z prawa handlowego. Po czym wstąpił do dragomańskiej służby Ministerstwa Spraw Zagranicznych i był zatrudniony jako dyplomata w Imperium Osmańskim) do końca wojny w 1918, był konsulem i chargé d'affaires w Kownie (1919-1922), konsulem w Krakowie (1925-1926) i w Gałaczu (1926-1932), konsulem generalnym w Salonikach (1938-1943). Po niemiecko-włoskim podboju Grecji w 1941 Schönberg był aktywnie zaangażowany w gettoizację i deportację Żydów z Salonik do obozu koncentracyjnego Auschwitz. W połowie 1943 wrócił do Berlina i przeszedł na emeryturę w listopadzie 1944. W latach 60. prokuratura w Koblencji prowadziła śledztwo w sprawie jego i Günthera Altenburga, ówczesnego przedstawiciela Niemiec w Atenach, które umorzyła.